# 이슬람교 속 예수

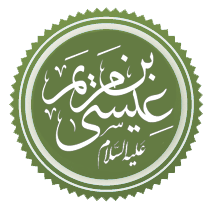

이사 이븐 마르얌(아랍어: عيسى, 라틴 문자 전사예: `Isa)은 예수의 이슬람에서의 호칭이다. 기독교에서 그리스도 (구세주)로서 신앙의 대상으로 여겨지는 예수는, 이슬람에서는 이사라는 이름으로 불리며 이스라엘의 아이들 (baniisra'il)을 새로운 계시 인질의 아래 이끌기 위해서 보내진 예언자로 자리매김된다.
이슬람교에 의하면 이사는 알라가 명한 기적, 즉 처녀 잉태의 결과, 마르얌 (Maryam, 마리아)을 어머니로서 태어났다. 이사를 탐색하는 움직임으로부터 피할 수 있도록, 이사는 기적을 일으키는 힘을 모두 신의 허가의 아래 얻었다. 기독교의 견해와는 달리 이사는 십자가형 받는 일도 없이, 살아 나가 잔나에 올랐다고 여겨진다. 이슬람의 전승에서는, 이사는 마지막 심판이 가까워지면 지상으로 돌아와, 사법을 부활시켜 가짜 메시아 (al-Masihad-Dajjal. 가짜 메시아, 반그리스도)를 패배시킨다고 생각되고 있다. 이슬람의 모든 예언자처럼, 이사는 이슬람교이며, 사람들을 향하고, 신의 의지에 복종해 똑바로 진행되도록 설교했다고 생각되고 있다.
이슬람은 '이사는 사람의 모습을 한 신이다, 혹은 신의 자식이다'라는 생각을 부정하고 '이사는 보통 사람이며, 다른 예언자처럼, 신의 말을 넓히기 위해서 선택된 인간이다'라고 주장한다. 이슬람의 계전은 시르크 (Shirk. 신 이외의 사람의 신격화)를 금지해 타우히드 (tawhid. 신의 유일성의 개념)를 강조한다. 꾸란 중에서, al-Masih (불 난 데 부채질 해진 사람, 맑아진 사람. 메시아) 등, 많은 칭호를 이사에 붙이지만, 이는 기독교의 교의에 의한 의미를 부여하는 것과는 일치하지 않는다. 그러나 현저한 칭호에 한해서는, 아랍의 기독교도도 자주 이를 사용한다. 이슬람에서는 이사는, 무함마드 (마호매드)의 선구자이며, 무함마드의 출현을 예언한 사람이라고 인식되고 있다.

## 참고 문헌
- Anawati, G. C. 〈`Īsā〉.   P.J. Bearman, Th. Bianquis, C.E. Bosworth, E. van Donzel, W.P. Heinrichs. 《Encyclopaedia of Islam Online》. Brill Academic Publishers. ISSN 1573-3912.
- Ayoub, Mahmoud (1992). 《The Qur'an and Its Interpreters》. State University of New York Press US. ISBN 0791409937.
- Esposito, J. L. (2002). 《What Everyone Needs to Know About Islam》. Oxford University Press US. ISBN 0-19-515713-3.
- Fasching, D. J.; deChant, D. (2001). 《Comparative Religious Ethics: A Narrative Approach》. Blackwell Publishing. ISBN 0631201254.
- Khalidi, T. (2001). 《The Muslim Jesus: Sayings and Stories in Islamic Literature》. Harvard University Press. ISBN 0674004779.
- Markham, I. S.; Ruparell, T. (2001). 《Encountering Religion: An Introduction to the Religions of the World》. Blackwell Publishing. ISBN 0631206744.
- Rippin, A. 〈Yahya b. Zakariya〉.   P.J. Bearman, Th. Bianquis, C.E. Bosworth, E. van Donzel, W.P. Heinrichs. 《Encyclopaedia of Islam Online》. Brill Academic Publishers. ISSN 1573-3912.
- Sonn, Tamarra (2004). 《A Brief History of Islam》. Blackwell Publishing. ISBN 1405121742.
- Watt, W. M. (1991). 《Muslim-Christian Encounters: Perceptions and Misperceptions》. Routledge. ISBN 0415054109.
- Wherry, E. M.; Sale, G. (2000). 《A Comprehensive Commentary on the Qurán: Comprising Sale's Translation and Preliminary Discourse (vol. II)》. Routledge. ISBN 0415231884.
- Tarif Khalidi (2003). 《The Muslim Jesus: Sayings and Stories in Islamic Literature》. Harvard University Press. ISBN 0674011155.
- Zuckermann, Ghil'ad (2006). "'Etymythological Othering' and the Power of 'Lexical Engineering' in Judaism, Islam and Christianity. A Socio-Philo(sopho)logical Perspective", Explorations in the Sociology of Language and Religion, edited by Tope Omoniyi and Joshua A. Fishman, Amsterdam: John Benjamins, pp. 237–258. ISBN 90-272-2710-1

## 같이 보기
- 유니테리언주의